# Diplotropis racemosa
Diplotropis racemosa är en ärtväxtart som först beskrevs av Frederico Carlos Hoehne, och fick sitt nu gällande namn av Gerda Jane Hillegonda Amshoff. Diplotropis racemosa ingår i släktet Diplotropis och familjen ärtväxter.

## Underarter
Arten delas in i följande underarter:
- D. r. racemosa
- D. r. rosae